# Gamla Falmark
Gamla Falmark är en småort i Bureå socken i Skellefteå kommun, Västerbottens län. 

## Historia

### Namnet
Falmark är ett så kallat marknamn, en vanlig namnform för orter i Västerbotten. Marken är uppkallad efter en person vid namn Fale.

### Äldre historia
För omkring 4500 år sedan, i gränsen mellan yngre stenålder och bronsålder, kom de första människorna till det som senare kom att kallas för Falmark. Dessa människor var nomader och på den tiden var Falmarksträsket en havsvik med en skärgård utanför. Detta gav möjlighet till fiske och säljakt, som komplement till det som skogen kunde ge, såsom kött, bär och växter. Temperaturen var vid den tiden omkring en grad varmare än idag och växt- och djurlivet frodades. Vid 1000-500 år f.Kr. blev klimatet dock kallare, 1-2 grader kallare än idag. Myrarna växte då till och granen invandrade från Finland. I norra Sverige förekom ingen egentlig bronsålder, men runt 500 år f.Kr. hade kunskapen om hur metaller kunde bearbetas spridits även till trakten kring Skellefteå och Falmark. Främst var det järn som användes, vilket gör att den norrländska "järnåldern" kan sägas ha påbörjats omkring denna tid. Den största förändringen skedde dock efter år 1000, då människorna tog steget från att i första hand vara nomadiserande jägare och samlare till att bli fast bosatta jordbrukare.

### Yngre medeltiden t.o.m. 1800-talet
Enligt jordaboken för 1543 fanns då tretton hemman i byn och det fanns även en kvarn. År 1600 hade antalet ökat till 15 hemman, varav nio låg i Gamla Falmark. 1764 fanns dock endast fem hemman kvar i Gamla Falmark eftersom tre flyttat till Långviken och ett till Falmarksforsen.